# Hotel Polonia (album)
Hotel Polonia – szósty album zespołu Koniec Świata, wydany w 2012 roku, nakładem wydawnictwa Lou & Rocked Boys.

## Lista utworów
źródło:
1. „Między tobą a mną”
2. „Liubliu”
3. „Hotel Polonia”
4. „Czarno białe NYC”
5. „Kac”
6. „Piłkarski poker”
7. „Pudełko po cukierkach”
8. „Duchy martwych dni”
9. „Mój Bóg”
10. „Rezerwowy pies”
11. „Wesele”
12. „Pijany tramwaj”

## Twórcy
źródło:
- Jacek Stęszewski – śpiew, gitara, słowa
- Jacek Czepułkowski – gitara
- Szymon Cirbus – trąbka, śpiew, klawisz
- Marek Mrzyczek – bas
- Michał Leks – perkusja

Gościnnie na płycie
- Natalia Łukaszewicz – śpiew
- Wojciech Kołek – sax
- Jan Gałach – skrzypce
- Piotr Połaniecki – inst. perkusyjne
- Wojciech Kotas – dudy, whistle
- Adam Celiński – chórek